# بيتر بياساس
بيتر بياساس (ولد في 19 كانون الأول 1950) وهو لاعب شطرنج كندي حاصل على لقب الأستاذ الكبير منذ عام 1978. فاز ببطولة كندا في عام 1972 و1975. ومثل كندا في أولمبياد الشطرنج في أربع مناسبات حقق فيها نتائج جيدة. ولعب بياساس مرتين في التصفيات ما بين المناطقية. أنتقل ليعيش في الولايات المتحدة في 1979 (في كاليفورنيا تحديداً). وتقاعد من اللعب التنافسي في منتصف الثمانينات وخصص وقته لتطوير برامج الحاسوب. خلال أواخر السبعينات وبداية الثمانيات تدرب بياساس علي يد بوبي فيشر الذي مضى اوقات طويلة في منزله.

## روابط خارجية
- بيتر بياساس على موقع الاتحاد الدولي للشطرنج (الإنجليزية)
- بيتر بياساس على موقع مباريات الشطرنج (الإنجليزية)
- بيتر بياساس على موقع 365Chess.com (الإنجليزية)
- بيتر بياساس على موقع Chesstempo.com (الإنجليزية)
- بيتر بياساس على موقع الاتحاد الأمريكي للشطرنج (الإنجليزية)
- بيتر بياساس سجل أولمبياد الشطرنج على موقع OlimpBase.org (الإنجليزية)